# DRIVE (SUPERCARの曲)
「DRIVE」（ドライブ）は、1998年5月21日に発売されたSUPERCARの4枚目のシングル。

## 解説
- アルバム『スリーアウトチェンジ』からのリカットシングル。
- 本作ではすべてのボーカルをフルカワミキが担当。また、アートワークや表題曲のPV撮影等も担当している。

## 収録曲
1. DRIVE (3:36)
2. ALRIGHT (3:37)
3. HALKROAD (3:38)

全作詞：石渡淳治　作曲：中村弘二　編曲：SUPERCAR